# Мэддерс, Джастин
Джастин Пайрз Ричард Мэддерс (англ. Justin Piers Richard Madders; род. 22 ноября 1972) — британский политик, член Лейбористской партии.

## Биография
В 2015 году победил на парламентских выборах в округе Элсмир-Порт и Нестон с результатом 47,8 % голосов.
В 2024 году пошёл на выборы в прежнем округе, получившем наименование Элсмир-Порт и Бромборо, и набрал 57,6 % голосов, убедительно победив сильнейшего из соперников — Майкла Олдреда (Michael Aldred), кандидата от новой партии Реформировать Соединённое Королевство, который сумел заручиться поддержкой только 17,3 % избирателей.
9 июля 2024 года назначен парламентским помощником министра предпринимательства и торговли в лейбористском правительстве Стармера, сформированном после поражения консерваторов на парламентских выборах (в сферу ответственности Мэддерса вошли вопросы занятости, конкуренции и рынков).